# Rue Molière (Paris)
Pour l’article homonyme, voir Rue Molière.
Ne doit pas être confondu avec Rue Poquelin.
La rue Molière est une rue du centre de Paris, dans le 1er arrondissement.

## Situation et accès

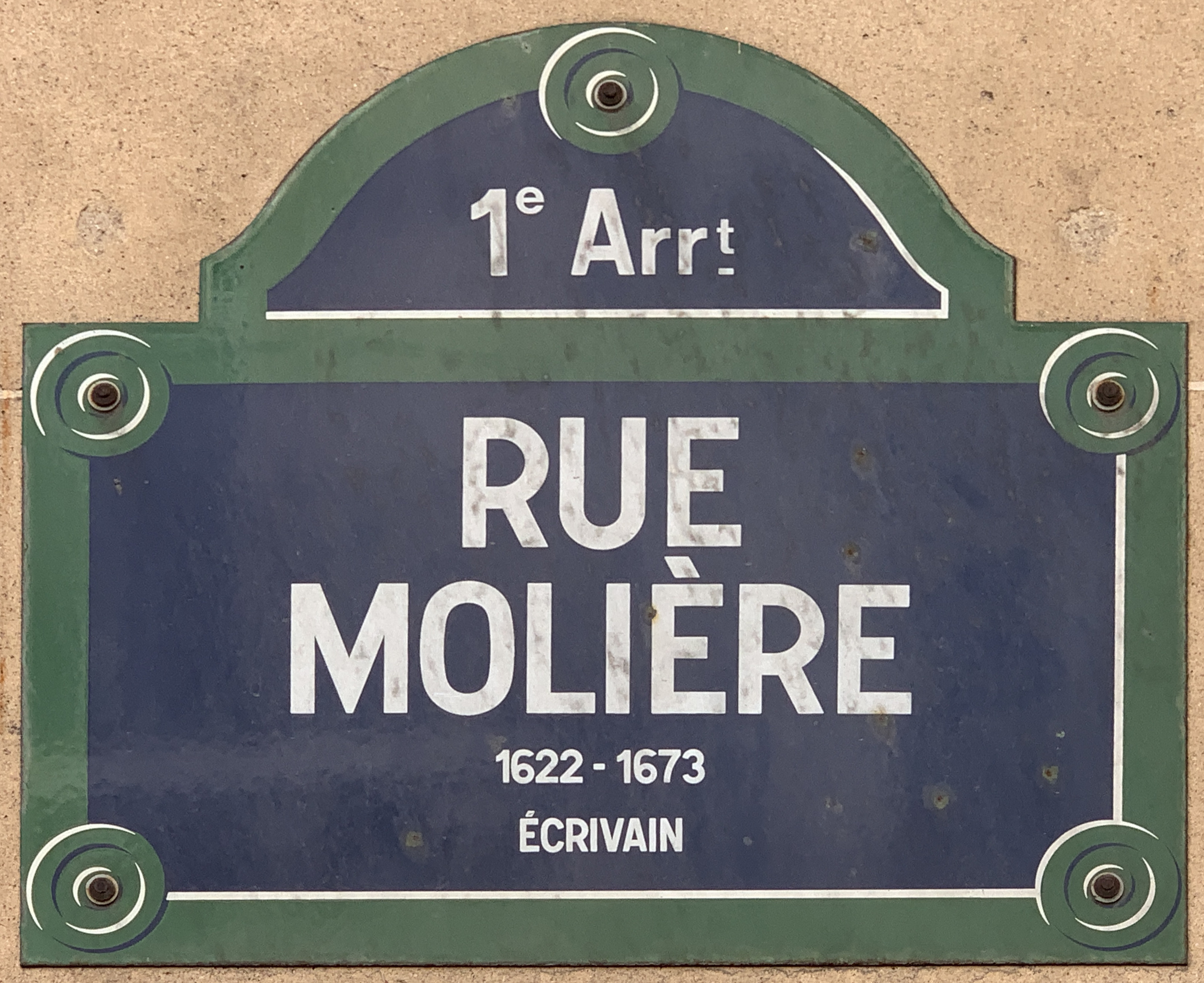
Plaque de la rue.

Elle part de l'avenue de l'Opéra, près de la Comédie-Française, et se termine à la rue de Richelieu, carrefour où trône une fontaine avec une statue de Molière.
Le quartier est desservi par les lignes 7 et 14 à la station Pyramides.

## Origine du nom

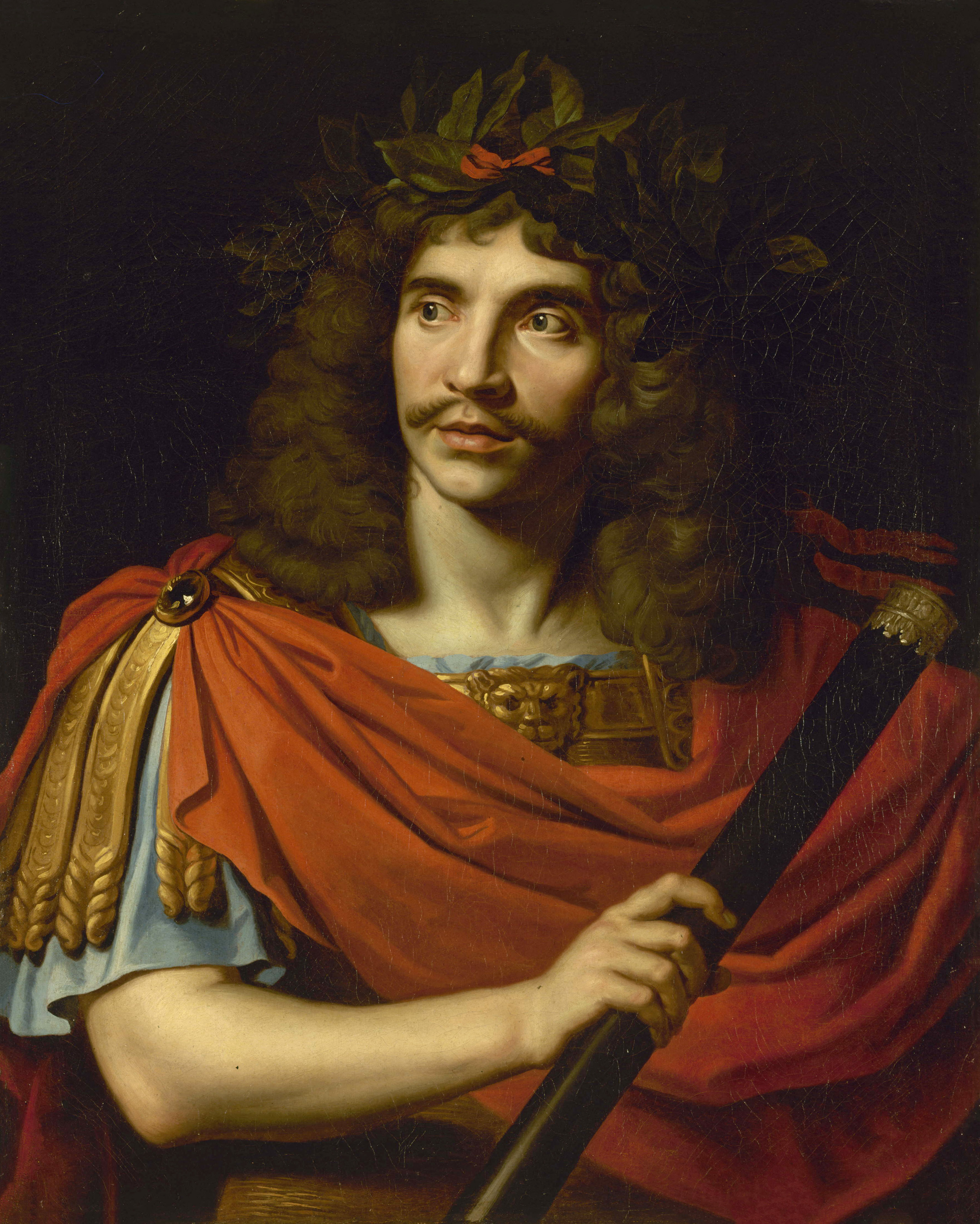
Molière, portrait attribué à Nicolas Mignard (1658).

La dénomination de la voie est un hommage à Jean-Baptiste Poquelin, dit Molière (1622-1673), dramaturge, comédien et chef de troupe de théâtre français, le plus joué et le plus lu des auteurs de comédies de la littérature française.

## Historique
Elle a porté plusieurs noms, dont « rue de la Fontaine-Molière » en 1843, « rue Traversière-Saint-Honoré », plus anciennement « rue Traversière », « rue Traversine » ou « rue Traversante », et en 1625, « rue de la Brasserie », en raison que la maison dite « de la Brasserie » était située dans le cul-de-sac de la Brasserie tout proche, puis « rue du Bâton-Royal », avant de prendre son nom actuel, le 27 février 1867,,.
La rue a été amputée par les percements de l'avenue de l'Opéra et de la rue de l'Échelle opérés sous le Second Empire. Jusqu'au milieu du XIXe siècle, elle s'étendait jusqu'à la rue Saint-Honoré. Typique du vieux Paris, la rue était alors sale et habitée par des gens peu recommandables ; Balzac en fait cette description :

« La rue Traversière-Saint-Honoré n'est-elle pas une rue infâme ? Il y a là de méchantes petites maisons à deux croisées, où, d'étage en étage, se trouvent des vices, des crimes, de la misère. »

— Honoré de Balzac, Ferragus, Revue de Paris, 1833.
Durant les Trois Glorieuses (1830), la voie fut le théâtre d'affrontement entre les insurgés et la troupe.

## Bâtiments remarquables et lieux de mémoire
- Fontaine Molière.

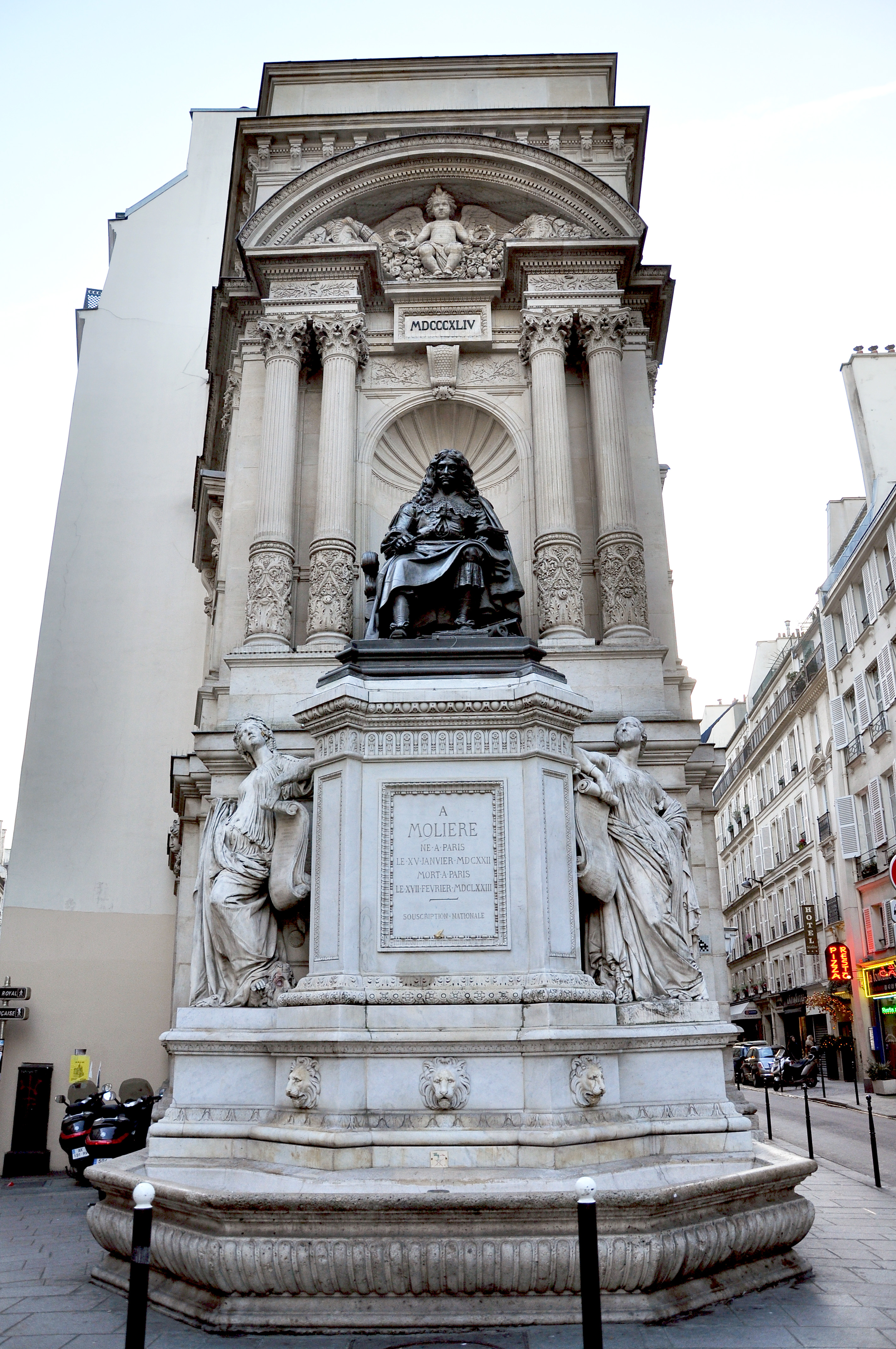
Fontaine Molière.

- À un numéro inconnu se trouvait en 1835 la Société académique des Enfants d'Apollon qui s'occupait principalement de musique[4].
- No 5 : Emplacement du cabaret « Chez Agnès Capri » où se sont produits à leur début Les Quatre Barbus.
- No 6 : collège Jean-Baptiste-Poquelin (Jean-Baptiste Poquelin est le véritable nom de Molière). Ce collège ne doit pas être confondu avec le collège-lycée Molière du 16e arrondissement.
- N° 8 : lors de son séjour à Paris à partir du 10 mai 1766, W. A. Mozart y a résidé. Maison détruite. (Catalogue Mozart A PARIS 1991, in 4°, pour l'exposition au musée Carnavalet,175 pages, pages 5 et 13).
- No 10 : façade arrière de l'hôtel Dodun.
- No 14 : le Takara, le plus ancien restaurant japonais de Paris, fondé par Takumi Ashibe en 1958[5].
- No 20 : hôtel « Louvre Rivoli » (anciennement « Hôtel Richelieu »), où réside le poète César Vallejo dans les années 1920, face à l'immeuble où vit sa future épouse, Georgette[6].
- No 37 : immeuble dans lequel est né l'écrivain Paul Léautaud en 1872 (partie de la rue démolie quelques années plus tard pour les travaux de l'avenue de l'Opéra).

## Pour approfondir